# دهستان خرم‌رود (لنجان)
دهستان خرم‌رود نام دهستانی در بخش فولادشهر شهرستان لنجان، استان اصفهان در ایران است.

## جمعیت
براساس سرشماری مرکز آمار ایران در سال ۱۳۸۵، جمعیت آن ۴۹۴۰ نفر (۱۲۴۵ خانوار) بوده‌است.